# Elecciones presidenciales de la República Dominicana de 2000
Las Elecciones presidenciales de la República Dominicana de 2000 libres de la democracia Dominicana, se celebraron el martes 16 de mayo de 2000. La participación fue de un 76.1%. Hipólito Mejía del socialdemócrata Partido Revolucionario Dominicano, ganó la primera vuelta electoral frente al candidato del liberal Partido de la Liberación Dominicana, representado por Danilo Medina. Mejía, no consiguió superar la primera vuelta para ganar por mayoría absoluta, lo que provocó, que Medina se reuniera con el expresidente Joaquín Balaguer para tratar de reeditar el Frente Patriótico de 1996, a lo que Balaguer (quien ya dijo en 1997, que se arrepentía de aliarse con el PLD y les puso el famoso calificativo de Comesolos), se negó rotundamente a hacerlo. El 17 de mayo de ese año, al caer la tarde, Medina concedió la derrota y de esa manera el Partido Revolucionario Dominicano con Hipólito Mejía a la presidencia y la entonces senadora por el Distrito Nacional, la Dra. Milagros Ortiz Bosch a la vicepresidencia, regresa al poder tras 14 años en la oposición. Mejía, logró convertirse en él presidente con la mayor participación electoral.